# بيل هولمز (لاعب هوكي جليد)
بيل هولمز هو لاعب هوكي جليد كندي، ولد في 9 مارس 1899 في بورتاج لابريري في كندا، وتوفي في 14 مارس 1961.

## وصلات خارجية
- بيل هولمز على موقع دوري الهوكي الوطني (الإنجليزية)
- بيل هولمز على موقع EliteProspects.com (الإنجليزية)
- بيل هولمز على موقع HockeyDB.com (الإنجليزية)
- بيل هولمز على موقع Hockey-Reference.com (الإنجليزية)